# Tichilești, Brăila
Tichilești este satul de reședință al comunei cu același nume din județul Brăila, Muntenia, România.
Între anii 1417-1829 a făcut parte din Raiaua Brăila (Kaza Ibrail) a Imperiului Otoman.
În data de 23 iunie 2016, echipa pirotehnică a Inspectoratului pentru Situații de Urgență ”Dunărea” Brăila a executat o misiune de asanare a terenului de muniție rămasă neexplodată în localitatea Tichilești. A fost descoperită o bombă de aruncător calibrul 82 mm în stare avansată de oxidare. Acesta a fost ridicat, transportat și depozitat în siguranță.
1. ↑  „Munitie neexplodata la Tichilesti • ProBraila • Stiri Braila”. probr.ro. 23 iunie 2016. Accesat în 6 mai 2022.